# Каменц
Ка́менц (нем. Kamenz; в.-луж. Kamjenc) — город в Германии, расположен в земле Саксония. Подчинён административному округу Дрезден. Входит в состав района Баутцен.
Занимает площадь 98,3 км². Официальный код — 14 2 92 210.

## География
Город расположен на обоих берегах реки Шварце-Эльстер (серболужицкое наименование — Чорны-Гальштров) в Западной Лужице на территории природной области «Холмы и горы Западной Лужицы». По линии юг-запад-север город окружён многочисленными холмами. На юге от населённого пункта Виза в сторону запада находятся холмы: Гикельсберг (Gickelsberg, 209 м.), Райнхардсберг (Reinchardsberg, 200 м.), Хутберг (Hutberg, 293 м.), Галденберг (Galdenberg, 218 м.), Шлосберг (Schloßberg, 268 м.). По линии запад — север от населённого пункта Бернбрух находятся холмы: Ротер-Берг (Roter Berg, 199 м.), Охсенберг (Ochsenberg), Тауфельсберг (Tausfelberg)).
По линии север-восток-юг местность представляет собой плоскую равнину. Северная часть городских границ входит в природную область «Пустоши и пруды Верхней Лужицы». На севере от населённого пункта Била, входящего в городские границы Каменца, находится биосферный заповедник «Пруды Била-Вайсиг». На северо-востоке от города расположено крупнейшее озеро района Дойчбазелицер-Гростайх (нем. Deutschbaselitzer Großteich, Немскопазличанское большое озеро, в.-луж. Nĕmskopazličanski wulki hat), являющееся частью Лужицкого озёрного края.

## Административное деление
В городские границы Каменца кроме собственно города входят также следующие следующие сельские населённые пункты:
- Бернбрух (Bambruch) с 1999 г.
- Била (Běła), с 2019 г.
- Брауна (Brunow), с 2019 г.
- Виза (Brěznja), с 1973 г.
- Геленау (Jelenjow), с 1999 г.
- Дойчбазелиц (Němske Pazlicy), с 1999 г.
- Езау (Jěžow), с 1935 г.
- Куннерсдорф (Hlinka), с 2019 г.
- Либенау (Lubnjow), с 2019 г.
- Люккерсдорф (Lěpkarjecy), с 1999 г.
- Петерсхайн, с 2019 г.
- Рорбах, с 2019 г.
- Тонберг (Hlinowc), с 1973 г.
- Хаусдорф (Wukecy), с 2019 г.
- Хеннерсдорф (Hendrichecy), с 1999 г.
- сельская община Чорнау-Шидель (Čornow — Křidoł), с 1999 г. Состоит из двух населённый пунктов — Чорнау и Шидель.
- Швосдорф, с 2019 г.
- Шёнбах, с 1994 г.

Вокруг католической церкви Святой Марии Магдалины (сегодня в центре города) находится территория бывшей отдельной коммуны Шпиттель (Spittel), которая в 1903 году была включена в город.

## История
Впервые упоминается в 1220 году в личном латинском имени «Bernhardus de Kamenz» (Бернард из Каменца). С 1346 по 1825 года входил в Союз шести городов.
Исторические немецкие наименования
- Bernhardus de Kamenz, 1220
- Hugo de Kamenz, plebanus, 1225
- Chamenech, 1241
- Kamenz, 1248
- Camenz, 1249
- Chamencz, 1314
- Kamencz, 1374

## Экономика
В городе расположены два завода по выпуску аккумуляторных батарей компании Daimler.

## Население
Численность населения на 31 декабря 2020 года составляла 16998 человек.
В городе, помимо немецкого, официальным языком также является лужицкий язык.
Входит в состав культурно-территориальной автономии «Лужицкая поселенческая область» (вместе с населёнными пунктами Виза, Тонберг, Езау, Дойчбазелиц), на территории которой действуют законодательные акты земель Саксонии и Бранденбурга, содействующие сохранению лужицких языков и культуры лужичан.
Население составляет 16998 человек (на 31 декабря 2020 года).
| 1825 | 1871 | 1890 | 1910  | 1925  | 1939  | 1946  | 1950  | 1964  | 1990  | 2000  | 2011  | 2014  |
| ---- | ---- | ---- | ----- | ----- | ----- | ----- | ----- | ----- | ----- | ----- | ----- | ----- |
| 3844 | 6406 | 7749 | 11533 | 11165 | 14493 | 13862 | 14331 | 15904 | 18009 | 19164 | 15582 | 15158 |

## Известные жители и уроженцы
- Зульце, Эмиль (1832—1914) — протестантский богослов
- Лессинг, Готхольд Эфраим (1729—1781) — поэт, драматург, литературный критик эпохи Просвещения
- Георг Базелиц (род. 1938) — художник

## Фотографии

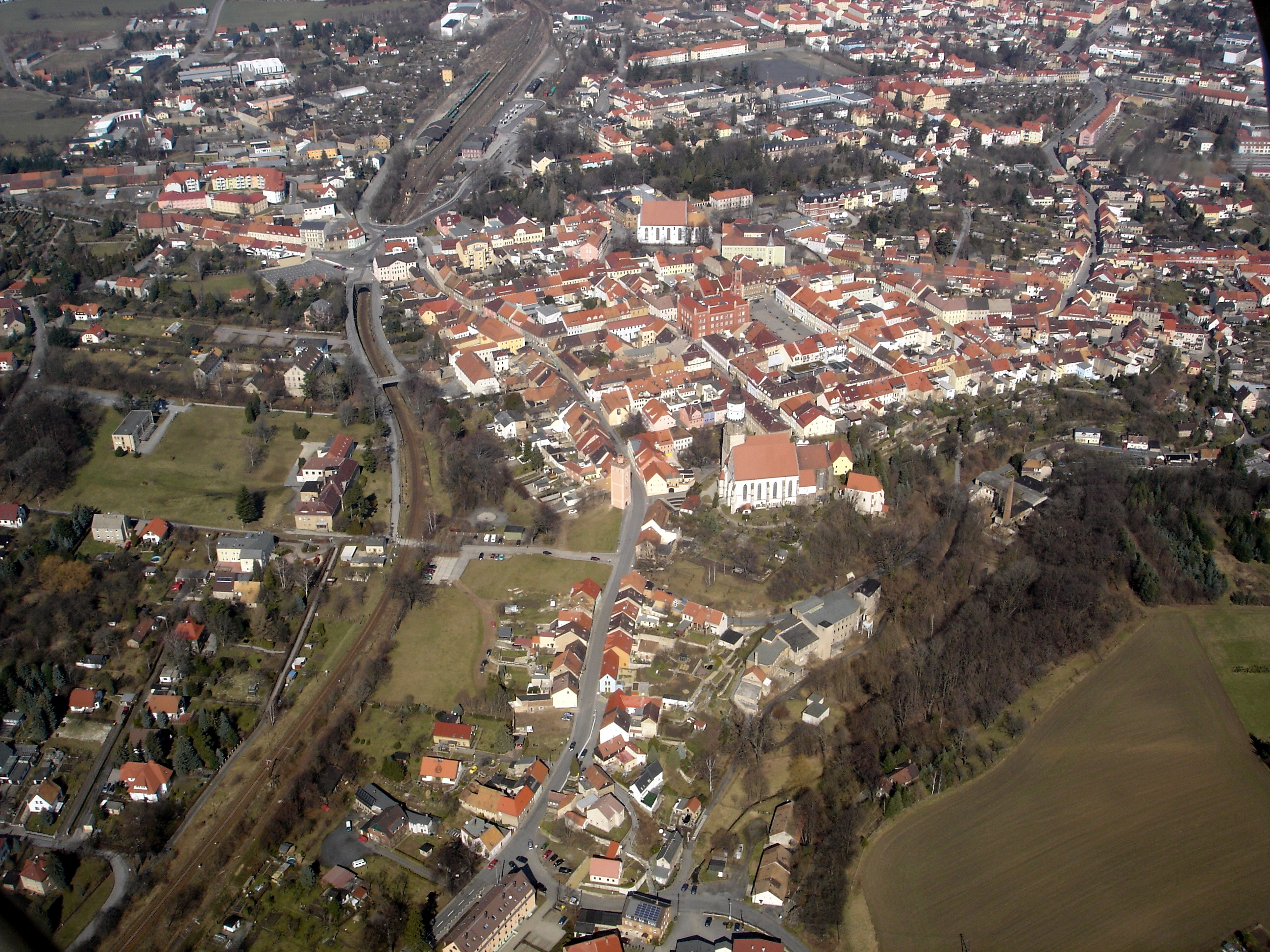
Аэрофотосъёмка
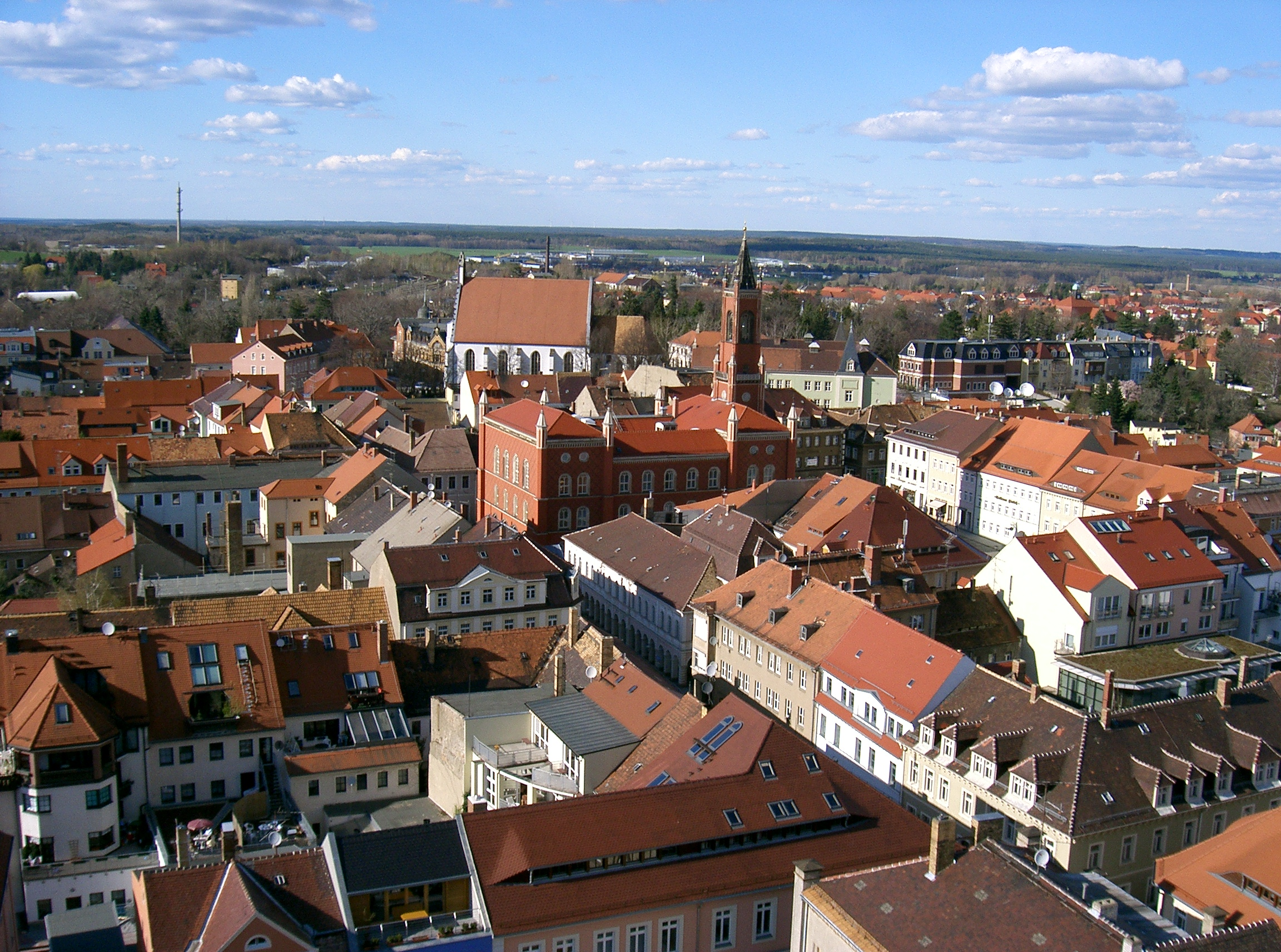
Вид центра города
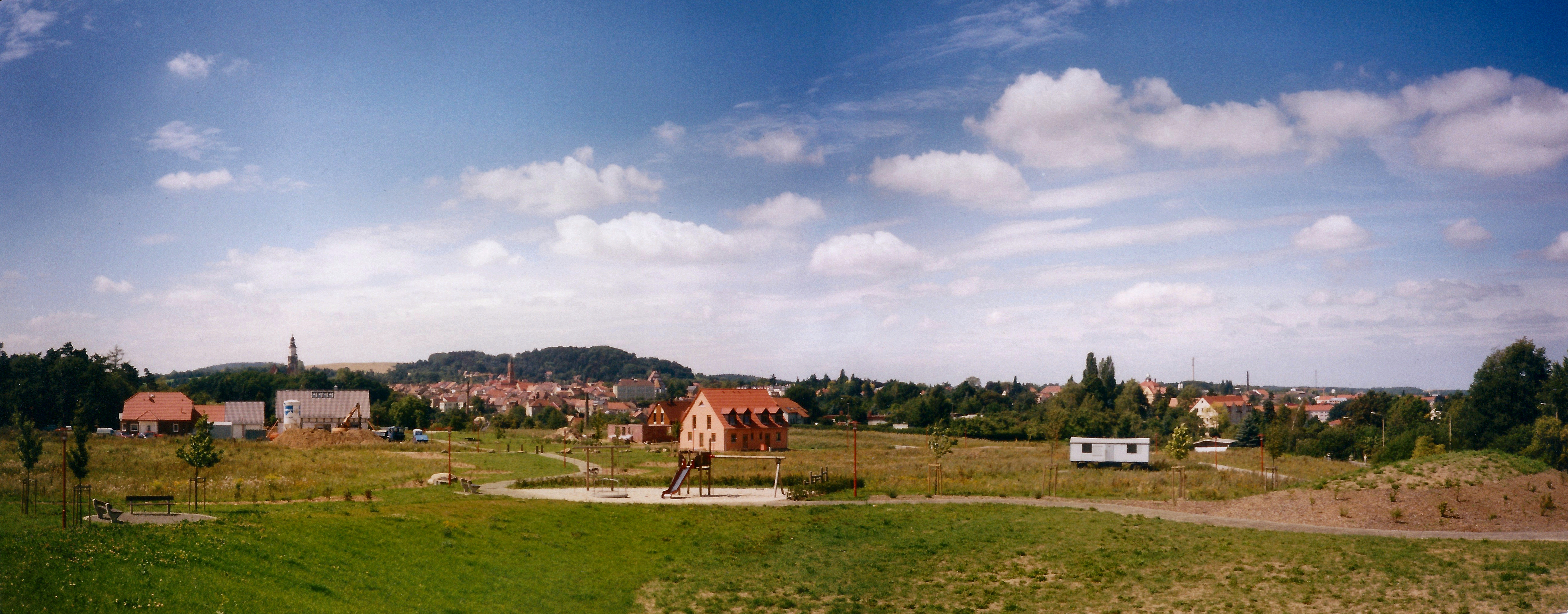
Вид Каменца на Будишинской горе, слева главная церковь